# Zorocrates potosi
Zorocrates potosi is een spinnensoort uit de familie Zoropsidae. De soort komt voor in Mexico.